# Kleine Madagaskar-Kurzschwanzratte

Verbreitungsgebiet der Kleinen Madagaskar-Kurzschwanzratte

Die Kleine Madagaskar-Kurzschwanzratte (Brachyuromys betsileoensis) ist ein auf Madagaskar endemisches Nagetier in der Unterfamilie der Madagaskar-Ratten. Sie bildet mit der Großen Madagaskar-Kurzschwanzratte (Brachyuromys ramirohitra) die Gattung Brachyuromys.

## Merkmale
Unabhängig vom deutschen Namen erreichen erwachsene Exemplare mit einer Kopf-Rumpf-Länge von 140 bis 184 mm, einer Schwanzlänge von 77 bis 95 mm und einem Gewicht von 96 bis 140 g dieselbe Statur wie der andere Gattungsvertreter. Jedoch ist der Schwanz im Verhältnis zum Körper kürzer. Mit ihrer kurzen Schnauze ähnelt die Art einer Wühlmaus. Das weiche und dichte Fell hat oberseits eine graubraune Farbe mit rötlichen Schattierungen, während die Unterseite beige gefärbt ist. Typisch sind die fast nackten Ohren, die nur an den Kanten feine Haare besitzen. Der Schwanz ist in eine schwarze Oberseite und eine helle Unterseite aufgeteilt und trägt wenige silbrige Haare. Ein weiteres Kennzeichen sind die kurzen Arme und Beine, die im Kontrast zu den großen Hinterfüßen stehen. Die sechs Zitzen der Weibchen sind paarig angeordnet.

## Verbreitung
Dieses Nagetier bewohnt den östlich-zentralen Teil Madagaskars. Es hält sich in Gebirgen zwischen 1900 und 2600 Meter Höhe auf. Das Habitat variiert zwischen Wäldern mit Hartlaubgewächsen, Wiesen, Heideland, Sümpfen und Reisfeldern.

## Lebensweise
Die Kleine Madagaskar-Kurzschwanzratte ist zwischen Abend- und Morgendämmerung aktiv und versteckt sich vermutlich in unterirdischen Bauen. Als vorwiegende Nahrung werden Pflanzen angenommen. Die Exemplare können gut schwimmen und überwinden größere und tiefere Wasserflächen. Sie benutzen gelegentlich die Trampelpfade anderer Säugetiere und hinterlassen abgebissene Grashalme. Eine Population im Andringitra-Gebirge lebt über der Baumgrenze, wo im Winter bis zu −7 °C und Schnee vorkommen. Anzeichen für Paarungsverhalten, wie Männchen mit vergrößerten Hoden, Weibchen mit milchführenden Zitzen und trächtige Weibchen sind in tieferen Lagen aus dem Südwinter bekannt, was nicht gegen eine ganzjährige Fortpflanzungszeit spricht. Pro Wurf kommen zwei Nachkommen vor. Dieser Nager wird vom Fossa gejagt.

## Gefährdung
Gebietsweise wirken sich die Umwandlung der Landschaft in Ackerflächen und angelegte Brände negativ aus. Möglicherweise führt in tieferen Lagen, die Konkurrenz zur eingeführten Hausratte zur Abnahme der Population. Übertragungen von Krankheiten an Vertreter der Madagaskar-Ratten sind nur aus Bereichen unter 800 Meter Höhe bekannt. Die IUCN listet die Art, auch aufgrund vorhandener Schutzgebiete, als nicht gefährdet (least concern).